# Érable de Tartarie
Acer tataricum subsp. tataricum
Sous-espèce
Classification phylogénétique
L'Érable de Tartarie, Acer tataricum subsp. tataricum, est une sous-espèce de Acer tataricum, espèce d'érable de la section Ginnala. Elle fait partie de la famille des Aceraceae selon la classification classique, ou de celle des Sapindaceae selon la classification phylogénétique.
Cette sous-espèce est originaire du sud de la Russie européenne, du Caucase et d'Asie tempérée.
Elle est très rustique, pousse très rapidement avec une possibilité de devenir nuisible si la propagation n'est pas contrôlée.

## Illustrations

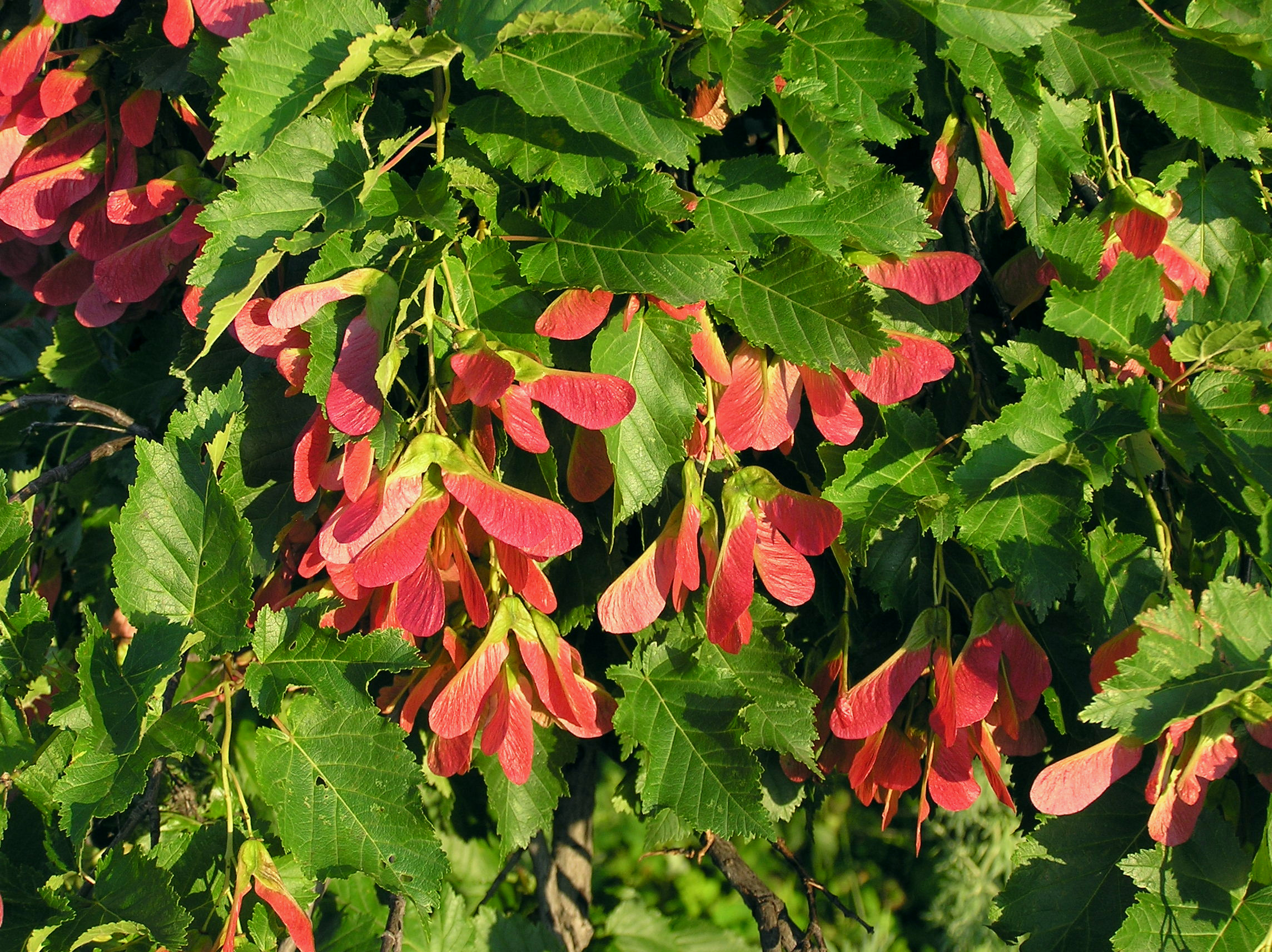
Fruits de l'érable de Tartarie
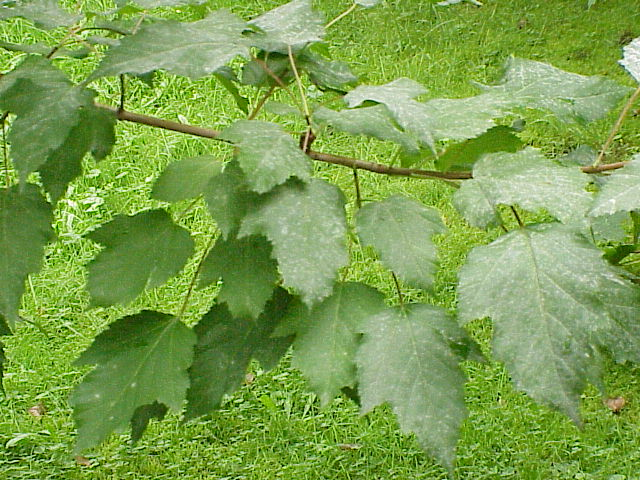
Feuilles de l'érable de Tartarie
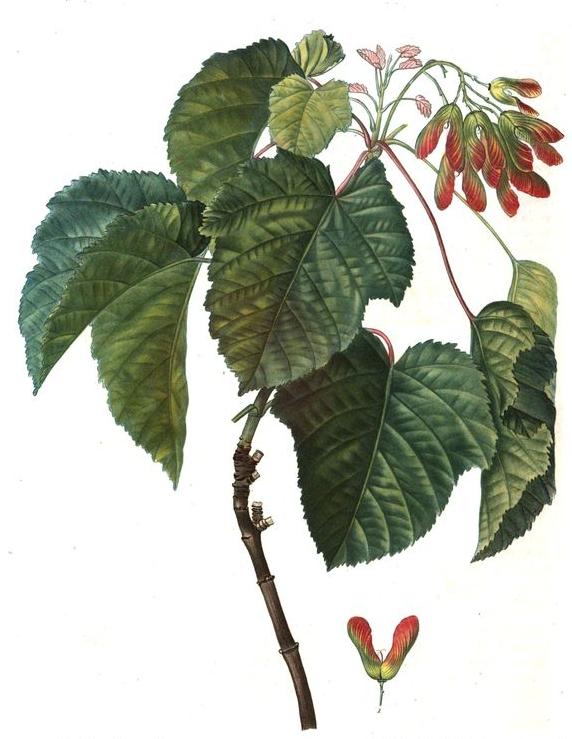
Illustration de l'érable de Barbarie